# Bebi
Bebi est un vizir égyptien sous le roi Montouhotep II à la XIe dynastie. Il n'est connu que par un fragment de relief trouvé dans le temple mortuaire du roi à Deir el-Bahari, qui se trouve aujourd'hui au British Museum. La courte légende de la figure de Bebi se lit comme suit : « vizir », « officier du zab [sic] », « celui qui appartient au rideau [sic] Bebi ». Bebi pourrait avoir été le premier fonctionnaire du Moyen Empire à porter ce titre. Son successeur est Dagi. Bebi a peut-être commencé sa carrière comme trésorier : en effet, un trésorier portant le nom de Bebi est connu grâce à la stèle d'un contrôleur appelé Maâti, aujourd'hui au Metropolitan Museum of Art de New York (no 14.2.7),,.